# Franzheim
Franzheim ist eine Wüstung auf dem Gemeindegebiet von Oberding im Landkreis Erding auf dem Gelände des Flughafens München.

## Geschichte
Franzheim entstand Anfang des 19. Jahrhunderts als weitläufige Streusiedlung oder Weiler im Erdinger Moos, nordöstlich von München, das zu dieser Zeit abschnittsweise trockengelegt wurde. Der Ort lag in der Gemeinde Oberding und umfasste nur wenige Anwesen.

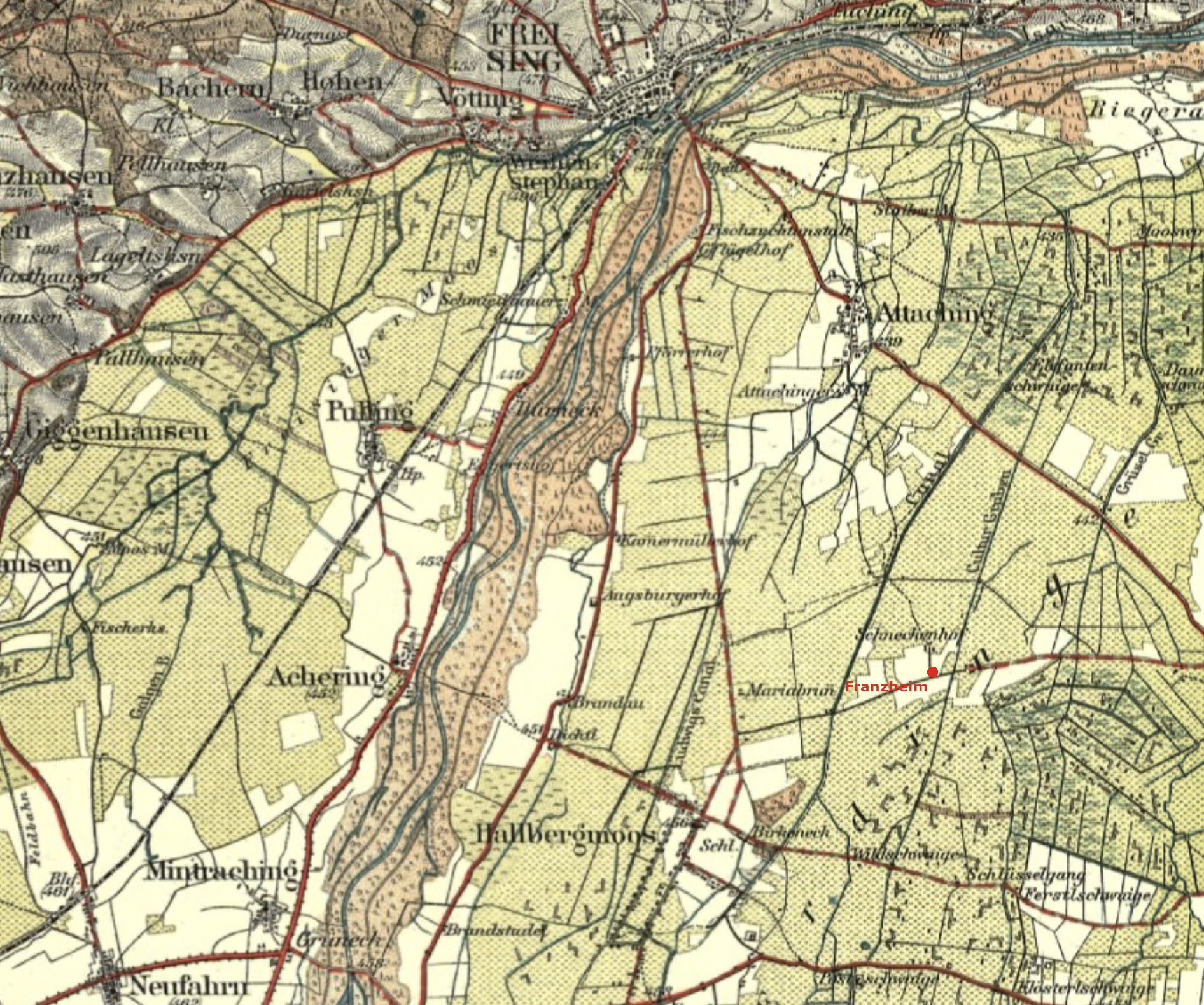
Lage von Franzheim auf einer Karte des Deutschen Reiches von 1922

Im Jahr 1922 erstand in Eigenleistung der Bewohner durch den Ausbau einer Baracke eine Schule. Franzheim wuchs kontinuierlich, so dass die Regierung von Oberbayern am 14. April 1926 die Ortsfluren Mariabrunn und Franzheim errichtete und die Siedlung offiziell „Franzheim“ nannte. 1940 bis 1942 wurden die Franzheimer Anwesen an die elektrische Stromversorgung angeschlossen.
Im Frühling 1946 entstand im Ort ein kleines DP-Lager mit 70 jüdischen Bewohnern, das sich „Kibbuz La Atid“ (hebräisch קבוצ לא עתיד ‚keine Zukunft‘) nannte. Im Dezember 1946 hatten die meisten Bewohner das Lager verlassen und es wurde aufgelöst.
Nach dem Zweiten Weltkrieg wuchs Franzheim schnell. Am 17. Mai 1957 wurde der Grundstein für die katholische Filialkirche St. Rasso gelegt. Bereits am 1. September 1957 vollzog der Münchener Weihbischof Johannes Neuhäusler die Weihe. Das Gotteshaus entstand wiederum weitgehend in Eigenleistung der Ortsbewohner. Im Jahr 1958 wurde die alte Schule durch einen Neubau ersetzt und um ein Lehrerwohnhaus ergänzt.
Nachdem die Bayerische Staatsregierung sich in einem Kabinettsbeschluss am 5. August 1969 für den Standort Erdinger Moos für den neuen Münchener Großflughafen München II entschied, wurde damit die Aufgabe des Ortes notwendig, da auf ihrer Flur ein guter Teil der südlichen Start- und Landebahn entstehen sollte. Die Flughafen München GmbH kaufte die Grundstücke auf, rund 400 Menschen wurden umgesiedelt. Die letzte Messe in der Kirche St. Rasso wurde am 31. Juli 1977 gefeiert. Anschließend wurde sie profaniert und mit dem Ort 1985 abgerissen. Bei Baubeginn des Flughafens am 3. November 1980 lebten nur noch rund ein Dutzend Personen in Franzheim.
Einwohnerentwicklung:
- Volkszählung 1950: 253 Einwohner[2]
- Volkszählung 1961: 261 Einwohner[3]
- 1970: 282 Einwohner[4]

Nachdem auf dem Ortsgebiet die südliche Start- und Landebahn errichtet wurde, sind keine Überreste mehr vorhanden.
In der ehemaligen, nördlichen Nachbargemeinde Attaching (heute Stadtteil von Freising) gibt es weiterhin eine „Franzheimer Straße“, die vom Ortskern in südlicher Richtung verläuft.
Das Anwesen Eger-Straße 17, unmittelbar südlich des südlichen Aussichtshügels des Flughafens München, ist auf amtlichen Karten noch als Franzheim eingezeichnet. An dieser Adresse ist das Tierhotel Flughafen München registriert. 300 Meter südlich davon liegt das Anwesen Eger-Straße 15, das möglicherweise durch diesen Ortsnamen mitbezeichnet ist.

## Aussichtshügel
In Erinnerung an den Ort trägt der südliche Aussichtshügel des Flughafens München den Namen „Franzheim“.

## Persönlichkeiten
In Franzheim wurde am 5. Februar 1943 der Politiker Manfred Pointner geboren; er war Landrat des Landkreises Freising von Mai 1996 bis April 2008.